# Voždovi dani rakije
Voždovi dani rakije su turističko sajamska manifestacija takmičarskog tipa koja se svakog februara tradicionalno, u čast Karađorđa, organizuje u Rači pod pokroviteljstvom Turističke organizacije opštine Rača .
Manifestacija se sastoji od dva dela: izlaganje rakije, jakih alkoholnih pića i povezanih proizvode, kao i opreme za pripremu rakije Voždov rakijski zbor  i drugog, takmičarskog dela, prilikom koga se prijavljeni proizvođači rakije nadmeću u više kategorija za povelje, medalje i pehare za najbolju rakiju.

## Voždov rakijski zbor
Sajamski deo takmičenja nazvan je Voždov rakijski zbor, tokom koga se prijavljuje veliki broj destilerija kao i proizvođači i distributeri enoloških sredstava i rakijske opreme.
Na samom sajmu se pored rakije izlažu i proizvodi prepoznatljivi za taj kraj, koji promovišu lokalnu kulturu i tradicionalnu kuhinju. Svake godine veliki broj posetilaca posećuje Zbor radi degustacije, upoznavanja sa tradicijom rakije i pronaženja novih brendova i destilerija.

## Takmičarski deo
Tokom centralnog, takmičarskog dela rakije ocenjuje stručni žiri i najboljima dodeljuje nagrade i priznanja sledeće vrste:
- Voždov rakijski vojvoda – proizvođač koji ima nabolju prosečnu ocenu od 5 najbolje ocenjenih uzoraka (od najmanje 4 različitih voćnih vrsta)
- Voždov rakijski inostrani popečitelj – najbolje ocenjen uzorak van granica Republike Srbije
- Voždova rakijska kneginja – najbolja dama proizvođač rakije
- Voždov rakijski kmet – najbolje ocenjeni uzorak proizvođača sa teritorije opštine Rača

A same rakije se prijavljuju u nekoliko kategorija: 
- Šljivovica (0-3 godine)
- Šljivovica (3-7 godina)
- Šljivovica (7+ godina)
- Dunja bezbojna
- Dunja barik
- Kajsija
- Kruška
- Vilijamovka
- Loza bezbojna
- Loza barik
- Vinjak
- Komovica
- Specijalne rakije (travarica,džin,klekovača,mastika...)
- Liker
- Ostale voćne rakije (višnja,trešnja,kupina,malina...)